# NGC 1119
NGC 1119 је спирална галаксија у сазвежђу Еридан која се налази на NGC листи објеката дубоког неба.
Деклинација објекта је - 17° 59' 17" а ректасцензија 2h 48m 17,0s. Привидна величина (магнитуда) објекта NGC 1119 износи 13,8 а фотографска магнитуда 14,8. NGC 1119 је још познат и под ознакама ESO 546-24, IRAS 02459-1811, PGC 10607.